# Pierre Edernac
Pierre Edernac (de son vrai nom Pierre Genin), né le 3 juillet 1919 dans le 15e arrondissement de Paris où il est mort le 26 décembre 2011 est un prestidigitateur français qui s'est toujours distingué par une grande élégance. Il naît en 1919 et meurt en 2011.

## Biographie
Pierre Edernac est né le 3 juillet 1919 et décédé en 2011. Il a pratiqué la prestidigitation partout dans le monde, pendant plus de 70 ans et fut un spécialiste de la magie des cordes.
Emmené par ses parents au musée Grévin en 1934, il y est fasciné par le prestidigitateur Okati, à qui il achète une de ses brochures. Un peu plus tard, il décide de prendre des leçons avec Caroly II dans son magasin L'Académie de magie, boulevard Saint-Germain. Puis en 1939, il monte avec l'aide de Caroly son premier numéro de prestidigitation, muet et entièrement composé de manipulations, puisque Edernac refuse de recourir à des truquages. C'est à cette époque (1939) qu'il entre au Syndicat international des artistes prestidigitateurs (dont faisait partie Okati).
Pendant la guerre de 1940, il sera « fakir-soldat » dans un théâtre militaire près de Béziers. Il épousera sa femme Suzanne en 1942. En parallèle de son travail d'illusionniste, il sera un temps agent général en parfumerie, gérant de société et directeur commercial.
Son épouse décéda en 2010 et lui en 2011 ; ils laissèrent 4 fils, 9 petits-enfants et 2 arrière-petits-enfants.

### Activités d'enseignement
- Professeur à l'école nationale du cirque.
- Professeur à la formation permanente du spectacle.

### Activités associatives
- 1966 : créateur du premier congrès national français de l'illusion, « Rendez vous magique de Paris » (AFAP)
- 1966-1968 : organisateur des congrès français de l'illusion
- 1969-1973 : vice-président de l'AFAP
- 1973-1977 : président de l'AFAP
- 1973-1977 : président du conseil national des illusionnistes
- Représentant français à la FISM.
- Juge à la FISM.
- 2002 : juge aux Monte-Carlo Magic Stars[5]

### Prix et reconnaissances
- 1945 : 2e prix de présentation au concours Magicus (AFAP)[3]
- 1946 : 2e prix de présentation au concours Magicus (AFAP)[3]
- 1947 : 1er prix de présentation au concours Magicus (AFAP)[3]
- 1950 : promu « maître magicien » (AFAP)
- 1963 : 1er prix de cartomagie à Oisterwijk (Pays-Bas).
- 1963 : 2e prix de perfectionnement au Congrès Magicus (AFAP)[3]
- 1964 : 1er prix de Perfectionnement en cartomagie au Congrès Magicus[3]
- 1970 : médaille Robert-Houdin (Bronze).
- 1971 : médaille Robert-Houdin (Argent).
- 1983 : médaille Robert-Houdin (Or).
- Prix de magie des cartes en Belgique.
- Prix de présentation en Hollande.
- Prix d'invention à Paris.
- Prix de cartomagie à Paris.

### Postérité
Pierre Edernac a formé un des plus grands prestidigitateurs français : Bernard Bilis.

## Orientations artistiques
Devise de Pierre Edernac : « Croire pour faire croire.»
Edernac se distinguait par une élégance rare et présentait une magie très esthétique. Il chercha avant tout à épurer ses présentations, de manière à présenter un numéro "clair" et compréhensible. Il fut l'un des premiers à souligner l'importance d'avoir une musique spécifique, en parfaite adéquation avec le tour présenté (contrairement au fond sonore classique des magiciens de music-hall, où chaque effet était souligné par un claquement de cymbales). Il développa l'idée d'un magicien dansant sa magie.
Il considérait que le magicien devait pouvoir faire apparaitre, transformer, et faire disparaitre son matériel. Il pensait également que l'on devait pouvoir improviser, avec la plupart des objets, des moments magiques,.

## Spectacles
Pierre Edernac est surtout connu pour sa superbe routine : Symphonie sur une seule corde.
Engagé par Alain Bernardin en 1971, il fut une vedette du Crazy Horse Saloon et y donna, pendant des années, 2 à 3 représentations chaque soir. Il y fut réembauché 14 fois.
- 1970 : gala FISM d’Amsterdam.
- 1973 : gala FISM de Paris.
- 2000 : gala FISM de Lisbonne.
- 2003 : gala FFAP Aix-les-Bains.
- 2003 : tournée avec la pièce Un magicien (Zéno Bianu, mis en scène par Marc Feld).
- 2008 : gala de Forges-les-Eaux.

## Théâtre
Zéno Bianu, Un Magicien, 2003-2004 - 1h40. Mis en scène par Marc Feld. Pièce jouée lors du 32e Festival d'Automne à Paris. Edernac joue son propre rôle,.

## Filmographie
- Daniel Schmid, La Paloma, 1974 - 104 min. Edernac y joue un magicien.
- Philip Kaufman, Henry et June, 1990. Edernac y joue l'ami d'Henri no.2 (magicien).
- Nicolas Gessner, Passe-passe, 1990 - 88 min. Edernac y fut consultant en magie.
- Royston Mayoh, The David Nixon Show, épisode #4.9, 1975. Edernac y joue son propre rôle.
- Robin Renucci, Sempre vivu !, film 2007, où Edernac fait un numéro de billets au personnage principal, joué par René Jauneau.
- Bruno Podalydès, Adieu Berthe, film, 2012, où Edernac joue l'un des quatre magiciens, avec Pierre Switon, Sylvain Solustri et Roger Roka.

### Documentaire
- 2004 : Edernac, un magicien = Edernac, der Magier, diffusé sur Arte le 31 décembre 2004. Coproduction Arte France / INA / Atlantic Télévision / TV 10 Angers

### Télévision
- 1999 : passage dans Vivement dimanche (sur invitation de son ancien élève Sylvain Mirouf).

## Sources
- Franck Cuvellier & Marc Feld, 2004, Pierre Edernac, un magicien, Arte, 56 min. Voir
- « Pierre Edernac » (présentation), sur l'Internet Movie Database
- Une biographie